# آزاده خانم و نویسنده‌اش
آزاده خانم و نویسنده‌اش با نام فرعی آشویتس خصوصی دکتر شریفی، رمانی از رضا براهنی است. سبک این رمان پست‌مدرن است.